# Acacia dodonaeifolia
Acacia dodonaeifolia é uma espécie de leguminosa do gênero Acacia, pertencente à família Fabaceae.